# Cucullia jozankeana
Cucullia jozankeana är en fjärilsart som beskrevs av Matsumura 1925. Cucullia jozankeana ingår i släktet Cucullia och familjen nattflyn. Inga underarter finns listade i Catalogue of Life.